# Rincón del Cinto
Rincón del Cinto é uma junta de governo da província de Entre Ríos, na Argentina.